# Interpretación
La interpretación es el hecho de que un contenido material, ya dado e independiente del intérprete, sea “comprendido” o “traducido” a una nueva forma de expresión. Dicho concepto está muy relacionado con la hermenéutica.

## Introducción
La condición básica de una interpretación es «ser fiel de alguna manera especificada al contenido original del objeto interpretado». Para Gadamer el lenguaje es el medio universal en el que se realiza la comprensión misma. La forma de realización de la comprensión es la interpretación. La relación intérprete-interpretación se considera compleja y cada caso responde a muy variadas finalidades, condiciones y situaciones, lo que plantea multitud de cuestiones y problemas. 
Los problemas de interpretación se entienden mejor si se especifica el contexto o marco en el que se hace dicha interpretación. Por ejemplo no existen los mismos problemas en la interpretación de unas observaciones científicas, que en la interpretación de algunos aspectos culturales. Dada la variedad de campos en los que aparece la necesidad de interpretación, parece necesario hacer una clasificación de ámbitos fundamentales de interpretación.

## Interpretación del Derecho

### Concepto
Interpretar significa «determinar el sentido y alcance de una norma jurídica», fijar con precisión sus cuatro ámbitos de vigencia. Esta interpretación no se hace en abstracto, sino con relación al caso particular y concreto al cual la norma se va a aplicar. Es una interpretación práctica y no teórica.

### Clasificaciones

#### Según su fuente formal
1. Interpretación de la ley.

1. Interpretación de la costumbre jurídica.

1. Interpretación de los tratados internacionales.

1. Interpretación de los actos y contrato

1. Interpretación de la sentencia judicial.

#### Según su intérprete
1. Interpretación por vía de autoridad,
  1. Interpretación legal.
  2. Interpretación judicial.
  3. Interpretación administrativa.
2. Interpretación por vía privada.
  1. Interpretación usual.
  2. Interpretación doctrinal.

#### Según si su normador o intérprete sea el mismo
1. Interpretación auténtica.
La interpretación es auténtica cuando la lleva a cabo la misma persona que creó la norma. Por ejemplo, si la norma a interpretar es una ley, es auténtica si la hace el legislador.
2. Interpretación no auténtica.
La interpretación es no auténtica cuando la realiza cualquier persona que no sea el autor de la norma.

#### Según sus resultados
1. Interpretación declarativa.
Es aquella en que su sentido y alcance coincide con su tenor literal.
2. Interpretación extensiva
Es aquella en que del sentido y alcance que se ha dado a la norma resulta una aplicación a más casos que los que emanan del tenor literal.
3. Interpretación restrictiva.
Es aquella en que del sentido y alcance que se ha dado a la norma resulta una aplicación a menos casos que los que emanan del tenor literal.

## Ciencias naturales y formales

### La ciencia como interpretación y representación

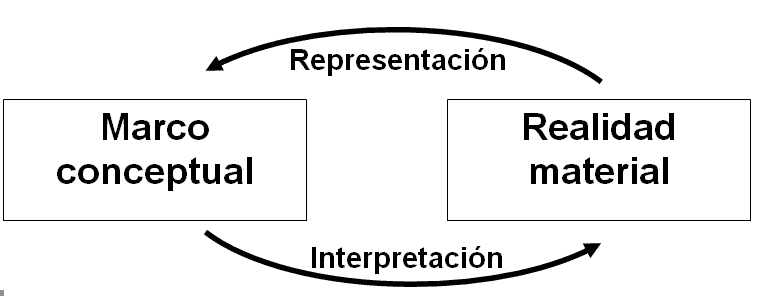
Interpretación e representación como operaciones cognitivas duales. Representar formar un concepto o contenido mental a partir de una realidad, mientras que interpretar es asignar a un concepto o idea una realidad material relacionada con él.

El método utilizado por la ciencia para obtener conocimiento, implica experimentación o observación además de razonamiento. Para Edgar Morin  el conocimiento como traducción y reconstrucción de la realidad implica la representación/interpretación de los hechos observacionales, y previene sobre el riesgo de error e ilusión que ello acarrea.
Una de las tareas principales de la investigación científica es la construcción de modelos científicos acerca del comportamiento del mundo real. Un modelo científico es por tanto una representación abstracta de un fenómeno estudiado. Estos modelos son representación abstractas, que existen en la mente del investigador, y son comunicables al resto de la comunidad científica por medio del lenguaje (formal o informal). El razonamiento por analogía es el procedimiento utilizado para establecer relaciones entre el mundo real y las imágenes mentales. Peter Senge propone desarrollar la disciplina de trabajar con modelos mentales, para exhumar las imágenes internas del mundo, llevarlas a la superficie y someterlas a un riguroso escrutinio. El conocimiento científico consistiría en hacer representaciones de la realidad en forma de modelos científicos, trabajar en dichos modelos e interpretar las predicciones de dichos modelos en términos de la realidad. Así para ver si un modelo puedo explicar un fenómeno nuevo es necesario interpretar en términos reales que implicaría determinada consecuencia del modelo y someterla a verificación (experimentación u observación).

### Matemáticas y lógica de la interpretación
En matemáticas y lógica una interpretación es una aplicación desde un conjunto de fórmulas o axiomas, en un modelo que es un conjunto en el que se ha definido una estructura. En otras palabras una interpretación es una construcción más concreta que satisface ciertas reglas o axiomas.
Una condición de consistencia de un conjunto de axiomas o fórmulas es que dicho conjunto admita una interpretación, es decir, que las fórmulas sean realizables/interpretable en un conjunto efectivamente construible.

### Interpretación, representación y axiomatización
En matemáticas y otras ciencias naturales un proceso de axiomatización de un conjunto de hechos es un proceso por el cual se construye una estructura formal o conjunto de enunciados que capturan la estructura básica del conjunto de hechos. El conjunto de deducciones dentro del sistema deductivo de dicha axiomatización debe ser interpretable como hechos reales, que es lo que permite verificar las predicciones de una teoría axiomatizada.
En un sentido general la interpretación aplica cadenas de símbolos u objetos formales en hechos reales o conceptos aprendibles, mientras que una representación asigna a cada situación o conjunto de hechos reales una serie de símbolos u objetos formales que permiten hacer deducciones formales interpretables.

## Otras áreas

### La interpretación en el arte
En el arte, la interpretación puede llegar a tener un componente fuertemente subjetivo; la vivencia que transmite la obra del autor y la vivencia que se produce en el espectador en relación con la objetividad de la obra, son esencialmente relativas.
A veces la obra requiere, a su vez, de una interpretación previa por parte de un intérprete especializado:
- En la ejecución, “interpretación”, de un texto musical el contenido objetivo necesita del intérprete-músico para adquirir “sentido” y por tanto la interpretación añade de modo necesario un matiz subjetivo del intérprete, que a su vez tiene que ser “reinterpretado” por el oyente de acuerdo con sus condiciones.
- La “representación” teatral, requiere a su vez la interpretación de unos “actores” para la recepción de la obra por parte del público.

### Religión: Los mitos y la magia. La hermenéutica de los textos sagrados y la Revelación
El método utilizado para conocer por la religión es la revelación. Todas las religiones conocidas conservan como depositarias Libros Sagrados a los que acuden para resolver las cuestiones que se le presenten. El exégeta alejandrino Orígenes enseña que las escrituras son triples:
- Conformadas por el relato.
- Conformadas por el significado o alma del relato.
- Conformadas según un sentido espiritual.

Plantea que: 

...el que lee ingenuamente las narraciones y desea además prevenirse contra el error a que ellas pudieran inducirle, deberá ejercitar su juicio, tratando de distinguir a qué declaraciones debe prestar su asentimiento, y cuáles debe aceptar en sentido figurado...
Orígenes contra Celso. Volumen X. Libro I. Capítulo XLII

De la misma forma Averroes considera que el relato sagrado está dirigido de forma que el entendimiento del mismo sea diferente para el “sabio” que para el “hombre vulgar”. Lo que se ha llamado “teoría de la doble verdad”.